# Stockbridge (Massachusetts)
Stockbridge és una població dels Estats Units a l'estat de Massachusetts. Segons el cens del 2000 tenia 2.276 habitants.

## Demografia
Segons el cens del 2000, Stockbridge tenia 2.276 habitants, 991 habitatges, i 567 famílies. La densitat de població era de 38,3 habitants/km².
Dels 991 habitatges en un 18,9% hi vivien nens de menys de 18 anys, en un 47,4% hi vivien parelles casades, en un 6,9% dones solteres, i en un 42,7% no eren unitats familiars. En el 36,7% dels habitatges hi vivien persones soles el 15,1% de les quals corresponia a persones de 65 anys o més que vivien soles. El nombre mitjà de persones vivint en cada habitatge era de 2,06 i el nombre mitjà de persones que vivien en cada família era de 2,67.
Per edats la població es repartia de la següent manera: un 15,2% tenia menys de 18 anys, un 6,3% entre 18 i 24, un 22,5% entre 25 i 44, un 33,5% de 45 a 60 i un 22,5% 65 anys o més.
L'edat mediana era de 49 anys. Per cada 100 dones de 18 o més anys hi havia 87,5 homes.
La renda mediana per habitatge era de 48.571 $ i la renda mediana per família de 59.556$. Els homes tenien una renda mediana de 32.500 $ mentre que les dones 27.969$. La renda per capita de la població era de 32.499$. Entorn de l'1,7% de les famílies i el 8,5% de la població estaven per davall del llindar de pobresa.